# High Speed 2
High Speed 2 (mediálně zkracováno jako HS2) je vysokorychlostní železniční trať budovaná ve Spojeném království. Cílem projektu je zlepšit spojení mezi Londýnem, střední (Birmingham, Derby, Nottingham) a severní Anglií (Manchester, Liverpool), případně Skotskem (Glasgow). Jedná se o druhou specializovanou vysokorychlostní železnici v zemi po trati High Speed 1, která spojuje Londýn s Eurotunelem. Výstavba byla zahájena v roce 2019.
Trať HS2 má v první fázi spojit londýnské nádraží Euston s městem Birmingham a dále pokračovat k obci Handsacre v hrabství Staffordshire, kde se napojuje na stávající železniční tah West Coast Main Line. Po trase mají vzniknout nové železniční stanice Old Oak Common v severozápadní části Londýna, Birmingham Interchange poblíž Solihullu a centrální stanice v Birminghamu. Nové vlakové soupravy jsou navrženy pro provozní rychlost až 360 km/h na vysokorychlostních úsecích a až 200 km/h na běžné železniční infrastruktuře.
Původní rozsah projektu počítal s výrazně delší trasou. Severně od vesnice Fradley u Lichfieldu se měla trať rozdělit na západní a východní větev. Západní větev měla pokračovat přes Crewe, kde se dále větvit – jedna část měla vést na nádraží Manchester Piccadilly, druhá se měla napojit na West Coast Main Line u Golborne, jižně od Wigan. V plánu byla i stanice obsluhující letiště Manchester. Východní větev měla procházet oblastí East Midlands, napojit se na trať Midland Main Line severně od Derby, pokračovat do Leedsu a dále se rozvětvovat směrem k East Coast Main Line u Yorku.
Fáze 2 projektu byla rozdělena na tři části: fáze 2a (západní spojení mezi Birminghamem a Crewe), fáze 2b západ (z Crewe k trati WCML a do Manchesteru) a fáze 2b východ (z West Midlands do oblasti u Yorku a Leedsu). Mezi roky 2021 a 2023 však došlo k zásadní redukci plánu. V listopadu 2021 byla východní větev zkrácena s předpokládaným ukončením ve stanici East Midlands Parkway. V červnu 2022 byl zrušen úsek vedoucí ke Golborne, v říjnu 2023 pak vláda oznámila zrušení celých fází 2a a 2b. Po těchto rozhodnutích zůstala v realizaci pouze první fáze mezi Londýnem, Birminghamem a Handsacre.
Projekt HS2 vyvolal rozsáhlou veřejnou diskusi a kontroverze. Zastánci argumentují navýšením přepravní kapacity, podporou regionálního rozvoje a přesunem části dopravy z automobilů na železnici. Kritici upozorňují na enormní finanční náklady, ekologické dopady a zpochybňují ekonomickou návratnost i celkovou udržitelnost projektu. Mimořádnou pozornost získal úsek v oblasti Chiltern Hills, která je chráněna jako Area of Outstanding Natural Beauty. Trať zde prochází údolím řeky Misbourne, a proto bylo rozhodnuto o vybudování tunelu pod jižní částí Chilterns, s výstupem severozápadně od města Amersham. Vláda v roce 2011 oznámila, že podél trasy bude vysazeno přibližně dva miliony stromů, aby se zmírnil vizuální dopad stavby.
V roce 2017 vznikl protestní tábor v oblasti Harvil Road v regionálním parku Colne Valley, kde se aktivisté (včetně členů Strany zelených a Extinction Rebellion) snažili chránit lokality výskytu netopýrů a sov a upozorňovali na možné narušení zásob podzemní vody pro Londýn. V roce 2020 bylo místo vyklizeno exekutory poté, co stát uplatnil právo na vyvlastnění pozemků. Ve stejném roce vznikla skupina HS2 Rebellion, která organizovala obsazení dalších míst na trase, například Jones' Hill Wood v hrabství Buckinghamshire nebo Bluebell Woods ve Staffordshiru. Protesty vyvrcholily v lednu 2021, kdy aktivisté vyhloubili tunel pod Euston Square Gardens. Společnost HS2 v polovině roku 2021 uvedla, že protesty ji dosud stály přibližně 75 milionů liber.
Kritika se však neomezuje pouze na ekologické aspekty. Projekt čelí i závažným výtkám z hlediska řízení, rozpočtu a veřejných výdajů. V roce 2024 předseda představenstva HS2 Sir Jon Thompson uvedl, že výstavbu prodražují tisíce povolovacích řízení a složitá legislativa, přičemž více než 8 000 samostatných povolení bylo vyžadováno napříč trasou. Symbolickým příkladem je výstavba ochranné konstrukce pro netopýry v Buckinghamshire, která měla stát přes 100 milionů liber, aniž by existoval jednoznačný důkaz o hrozbě pro zvířata.

## Stanice

### Budované

#### London Euston
Nachází se v centrální části Londýna (čtvrť Camden), bude sloužit jako jižní výchozí bod trasy HS2. Její rozsáhlá přestavba počítá s výstavbou šesti nových vysokorychlostních nástupišť. Euston nabídne přestup na národní železniční spoje West Coast Main Line, londýnské metro (linka Victoria a Northern) a pěší dostupnost k dalším významným nádražím – King's Cross a St Pancras International (ThamesLink a Eurostar).

#### Old Oak Common
Budována v severozápadním Londýně mezi čtvrtěmi Acton a Willesden. Představuje nový multimodální dopravní uzel s napojením na moderní železniční síť Elizabeth Line (Crossrail), která zajišťuje rychlé spojení do centra města, na letiště Heathrow i do Canary Wharf. Kromě toho bude stanice propojena s hlavní tratí Great Western Railway a potenciálně i s dalšími městskými systémy (např. London Overground).

#### Birmingham Interchange
Nachází se v Solihullu, v těsné blízkosti letiště Birmingham a výstaviště NEC. Zajišťuje přímé propojení s místní železniční stanicí Birmingham International a umožní rychlý přesun mezi vysokorychlostní železnicí, regionální dopravou a letištěm prostřednictvím automatického přepravního systému (people mover). Díky své poloze v blízkosti dálnic M42 a M6 nabídne dobrý přístup i pro cestující z širší oblasti West Midlands.

#### Birmingham Curzon Street
Umístěná v docházkové vzdálenosti od stanic Birmingham Moor Street a New Street. Stanice bude obsluhovat centrum města a umožní přestup na regionální vlaky společnosti Chiltern Railways (směr Londýn Marylebone, Oxford a Leamington) a dále přes stanici New Street na většinu vnitrostátní železniční sítě.

### Zrušené
- Manchester Piccadilly – centrum Manchesteru, měla být koncovou stanicí západní větve HS2, zrušena v říjnu 2023

- Manchester Airport – u letiště Manchester, plánovaná přestupní stanice mezi Crewe a Manchesterem, nikdy nebyla realizována

- Leeds – plánovaná koncová stanice východní větve, zrušena v listopadu 2021

- Sheffield – jižní Yorkshire, zrušena roku 2021

- East Midlands Hub (Toton) – mezi Nottinghamem a Derby, měla sloužit jako hlavní uzel pro region East Midlands, zrušena roku 2021

- East Midlands Parkway – jižně od Nottinghamu, zvažována jako zjednodušená alternativa za Toton, záměr byl později rovněž opuštěn

- Crewe, Cheshire - měla zde končit fáze 2a a vzniknout rozšířený terminál HS2, plán zrušen v říjnu 2023[10]

- Golborne – jižně od Wigan, mělo propojit HS2 s West Coast Main Line pro spojení do Skotska, zrušeno v červnu 2022